# Campeonato Mundial de Ciclismo en Pista de 1982
El LXXIX Campeonato Mundial de Ciclismo en Pista se celebró en Leicester (Reino Unido) entre el 23 y el 29 de agosto de 1982 bajo la organización de la Unión Ciclista Internacional (UCI) y la Federación Británica de Ciclismo.
Las competiciones se realizaron en el Velódromo Saffron Lane de la ciudad británica. En total se disputaron 14 pruebas, 12 masculinas (5 profesionales y 7 amateur) y 2 femeninas.

## Medallistas

### Masculino profesional
| Evento                 | Oro                         | Plata                        | Bronce                      |
| ---------------------- | --------------------------- | ---------------------------- | --------------------------- |
| Velocidad individual   | Koichi Nakano Japón         | Gordon Singleton · Canadá    | Yavé Cahard Francia         |
| Persecución individual | Alain Bondue Francia        | Hans-Henrik Ørsted Dinamarca | Maurizio Bidinost · Italia  |
| Carrera por puntos     | Urs Freuler · Suiza         | Gary Sutton Australia        | Roman Hermann Liechtenstein |
| Keirin                 | Gordon Singleton · Canadá   | Daniel Clark Australia       | Toru Kitamura Japón         |
| Medio fondo            | Martin Venix · Países Bajos | Wilfried Peffgen RFA         | Bruno Vicino · Italia       |

### Masculinoamateur
| Evento                  | Oro                                                                        | Plata                                                             | Bronce                                                    |
| ----------------------- | -------------------------------------------------------------------------- | ----------------------------------------------------------------- | --------------------------------------------------------- |
| Velocidad individual    | Serguei Kopylov URSS                                                       | Lutz Heßlich RDA                                                  | Emzar Guelashvili URSS                                    |
| Persecución individual  | Detlef Macha RDA                                                           | Rolf Gölz RFA                                                     | Mario Hernig RDA                                          |
| Persecución por equipos | URSS Konstantin Jrabtsov Alexandr Krasnov Valeri Movchan Serguei Nikitenko | RFA Roland Günther Gerhard Strittmatter Axel Bokeloh Michael Marx | RDA Detlef Macha Mario Hernig Gerald Buder Volker Winkler |
| 1 km contrarreloj       | Fredy Schmidtke RFA                                                        | Lothar Thoms RDA                                                  | Emanuel Raasch RDA                                        |
| Carrera por puntos      | Hans-Joachim Pohl RDA                                                      | Michael Markussen Dinamarca                                       | Karl Krenauer · Austria                                   |
| Medio fondo             | Gabriël Minneboo · Países Bajos                                            | Mattheus Pronk · Países Bajos                                     | Rainer Podlesch RFA                                       |
| Tándem                  | Checoslovaquia Ivan Kučírek Pavel Martínek                                 | RFA Dieter Giebken Fredy Schmidtke                                | Países Bajos · Sjaak Pieters · Ton Vrolijk                |

### Femenino
| Evento                 | Oro                              | Plata                           | Bronce                 |
| ---------------------- | -------------------------------- | ------------------------------- | ---------------------- |
| Velocidad individual   | Connie Paraskevin Estados Unidos | Sheila Young Estados Unidos     | Claudia Lommatzsch RFA |
| Persecución individual | Rebecca Twigg Estados Unidos     | Connie Carpenter Estados Unidos | Jeannie Longo Francia  |

## Medallero
| Núm. | País           | Oro | Plata | Bronce | Total |
| ---- | -------------- | --- | ----- | ------ | ----- |
| 1    | RDA            | 2   | 2     | 3      | 7     |
| 2    | Estados Unidos | 2   | 2     | 0      | 4     |
| 3    | Países Bajos   | 2   | 1     | 1      | 4     |
| 4    | URSS           | 2   | 0     | 1      | 3     |
| 5    | RFA            | 1   | 4     | 2      | 7     |
| 6    | Canadá         | 1   | 1     | 0      | 2     |
| 7    | Francia        | 1   | 0     | 2      | 3     |
| 8    | Japón          | 1   | 0     | 1      | 2     |
| 9    | Checoslovaquia | 1   | 0     | 0      | 1     |
| 9    | Suiza          | 1   | 0     | 0      | 1     |
| 11   | Australia      | 0   | 2     | 0      | 2     |
| 11   | Dinamarca      | 0   | 2     | 0      | 2     |
| 13   | Italia         | 0   | 0     | 2      | 2     |
| 14   | Austria        | 0   | 0     | 1      | 1     |
| 14   | Liechtenstein  | 0   | 0     | 1      | 1     |
|      | TOTAL          | 14  | 14    | 14     | 42    |